# Лев Мейзер
Лев Мейзер —  комендант фортеці Овідіополь, підполковник Російської імператорської армії.

## Біографія
Лев Мейзер народився в Пруссії, пізніше був прийнятий на службу до Російської імператорської армії та брав участь у другій російсько-турецькій війні.
У 1799 році  він служив майором у гарнізонному Вяземського полку .
25 червня 1799 був переведений на посаду плац-майора до Миколаєва.
1800 року знову числився у Вяземському полку.
21 жовтня 1800 року отримав звання підполковника.
10 червня 1803 року обіймав посаду плац-майора Свято-Миколаївського собору (біля Очакова).
25 лютого 1804 року був переведений на посаду плац-майора в Тираспольську фортецю
20 червня 1804 року прибув до Овідіополя з Очаківського гарнізонного батальйону і став новим комендантом фортеці.